# Hermetia nigra
Hermetia nigra är en tvåvingeart som beskrevs av Meijere 1916. Hermetia nigra ingår i släktet Hermetia och familjen vapenflugor. Inga underarter finns listade i Catalogue of Life.